# Colin M. Kraay
Colin Mackennal Kraay (Hampstead, 23 marzo 1918 – Oxford, 27 gennaio 1982) è stato un numismatico britannico.

## Biografia
Kraay, dopo essersi diplomato al Lancing College, studiò scienze dell'antichità dal 1937 al Magdalen College a Oxford. Dopo la sua prima laurea nel 1939 ha collaborato con Alan Wace presso gli scavi di Micene. Con la seconda guerra mondiale la sua formazione fu interrotta e servì nelle forze armate in nord-Africa e in Italia. Nel 1946-1947 è stato in grado di continuare i suoi studi a Oxford. Nel 1953 fu promosso a Oxford con il lavoro The aes coinage of Rome and its subsidiary mint in the West, A.D. 68-81. Dal 1948 lavorò al gabinetto numismatico dell'Ashmolean Museum a Oxford, alla Heberden Coin Room, responsabile per le monete greche, di cui dal 1975 al 1982 fu il conservatore (Keeper).
Kraay affrontò prima le monete romane, ma poi, a causa del suo lavoro alla collezione numismatica di Oxford, si interessò più alla monetazione greca. Pubblicò nel 1976 un lavoro riassuntivo sulle monetazioni greche arcaiche e classiche e nel 1974, assieme a Margaret Thompson e Otto Mørkholm, pubblicò An Inventory of Greek Coin Hoards, lo standard per i tesori greci.
Dal 1970 al 1974 fu presidente della Royal Numismatic Society.
Nel 1978, per i suoi lavori scientifici Kraay ottenne la medaglia della Royal Numismatic Society e nel 1980 fu decorato con la Archer M. Huntington Medal; nel 1978 fu eletto membro della British Academy.

## Pubblicazioni
- The Aes coinage of Galba. (Numismatic notes and monographs 133) American Numismatic Society, New York 1956.
- Die Münzfunde von Vindonissa (bis Trajan). Birkhäuser, Basel 1962.
- Greek coins. Thames and Hudson, London 1966.
- Greek coins and history. Some current problems. Methuen, London 1969.
- Coins of ancient Athens. Corbitt and Hunter, Newcastle upon Tyne 1968.
- con Margaret Thompson, Otto Mørkholm: An Inventory of Greek Coin Hoards. American Numismatic Society, New York 1973.
- Archaic and classical Greek coins. Methuen, London 1976.
- The archaic coinage of Himera. Centro internazionale di studi numismatici, Napoli, 1984.